# Haliaspis milleri
Haliaspis milleri är en insektsart som beskrevs av Howell 1978. Haliaspis milleri ingår i släktet Haliaspis och familjen pansarsköldlöss. Inga underarter finns listade i Catalogue of Life.